# 斯托特号驱逐舰
斯托特号驱逐舰（USS Stout (DDG-55)）是美国海军阿利·伯克级驱逐舰的第六艘，以海军少将赫勒尔德·F·斯托特命名。
斯托特号驱逐舰于1991年8月8日在密西西比州帕斯卡古拉的英戈尔斯造船厂安放龙骨，1992年10月16日下水，1994年8月13日服役，母港为弗吉尼亚州诺福克海军基地。